# Université du Centre du Michigan
Pour les articles homonymes, voir CMU (homonymie).
L'université du Centre du Michigan (en anglais, Central Michigan University ou CMU) est une université publique américaine fondée en 1892, située à Mount Pleasant dans le centre de l'État du Michigan. Dans les années 2000, elle accueille plus de 26 000 étudiants.
Les équipes sportives de l'université s'appellent les Chippewas.

## Drame du 2 mars 2018
Le 2 mars 2018, des coups de feu faisant deux morts sont tirés dans Campbell Hall de l'université. 